# Cross Plains (Wisconsin)
Pour les articles homonymes, voir Cross Plains.
Cross Plains est une municipalité américaine située dans le comté de Dane au Wisconsin.
Selon le recensement de 2010, le village de Cross Plains compte 3 538 habitants sur une superficie de 1,76 mille carré (4,56 km2). Le village est adjacent à la town de Cross Plains, au sud, qui compte 1 507 habitants sur une superficie de 35,09 milles carrés (90,88 km2). Cross Plains se trouve à environ 20 kilomètres à l'ouest de Madison, à laquelle elle est reliée par la U.S. Route 12/14.
Cross Plains est fondée vers 1850 par les frères Baer. Elle est nommée en référence à sa situation au cœur de prairies et au croisement (en anglais : cross) de deux routes avec le Chicago, Milwaukee, St. Paul and Pacific Railroad. En 1856, P. L. Mohr fonde la localité de Christina. L'année suivante, Abijah Fox fonde Foxville. En 1920, les trois bourgs devient une municipalité et forment le village de Cross Plains.